# Paul Whitehouse
Paul Julian Whitehouse (Stanleytown, 17 maggio 1958) è un attore e comico britannico.

## Filmografia parziale

### Attore
- Harry Potter e il prigioniero di Azkaban (Harry Potter and the Prisoner of Azkaban), regia di Alfonso Cuarón (2004)
- Neverland - Un sogno per la vita (Finding Neverland), regia di Marc Forster (2004)
- Ladri di cadaveri - Burke & Hare (Burke & Hare), regia di John Landis (2010)
- Morto Stalin, se ne fa un altro (The Death of Stalin), regia di Armando Iannucci (2017)
- Ghost Stories, regia di Andy Nyman e Jeremy Dyson (2017)
- King of Thieves, regia di James Marsh (2018)
- La vita straordinaria di David Copperfield (The Personal History of David Copperfield), regia di Armando Iannucci (2019)
- Agatha Christie - Perché non l'hanno chiesto a Evans? (Why Didn't They Ask Evans?) – miniserie TV, 2 puntate (2022)

### Doppiatore
- La sposa cadavere (Corpse Bride), regia di Tim Burton e Mike Johnson (2005)
- Alice in Wonderland, regia di Tim Burton (2010)
- Alice attraverso lo specchio (Alice Through the Looking Glass), regia di James Bobin (2016)

## Doppiatori italiani
Nelle versioni in italiano delle opere in cui ha recitato, Paul Whitehouse è stato doppiato da:
- Davide Lepore in Alice in Wonderland, Alice attraverso lo specchio
- Renato Cortesi in La sposa cadavere, Harry Potter e il prigioniero di Azkaban
- Luca Violini in Morto Stalin, se ne fa un altro
- Gerolamo Alchieri in Ghost Stories
- Ennio Coltorti ne La vita straordinaria di David Copperfield
- Ambrogio Colombo in Agatha Christie - Perché non l'hanno chiesto a Evans?